# Den Burch

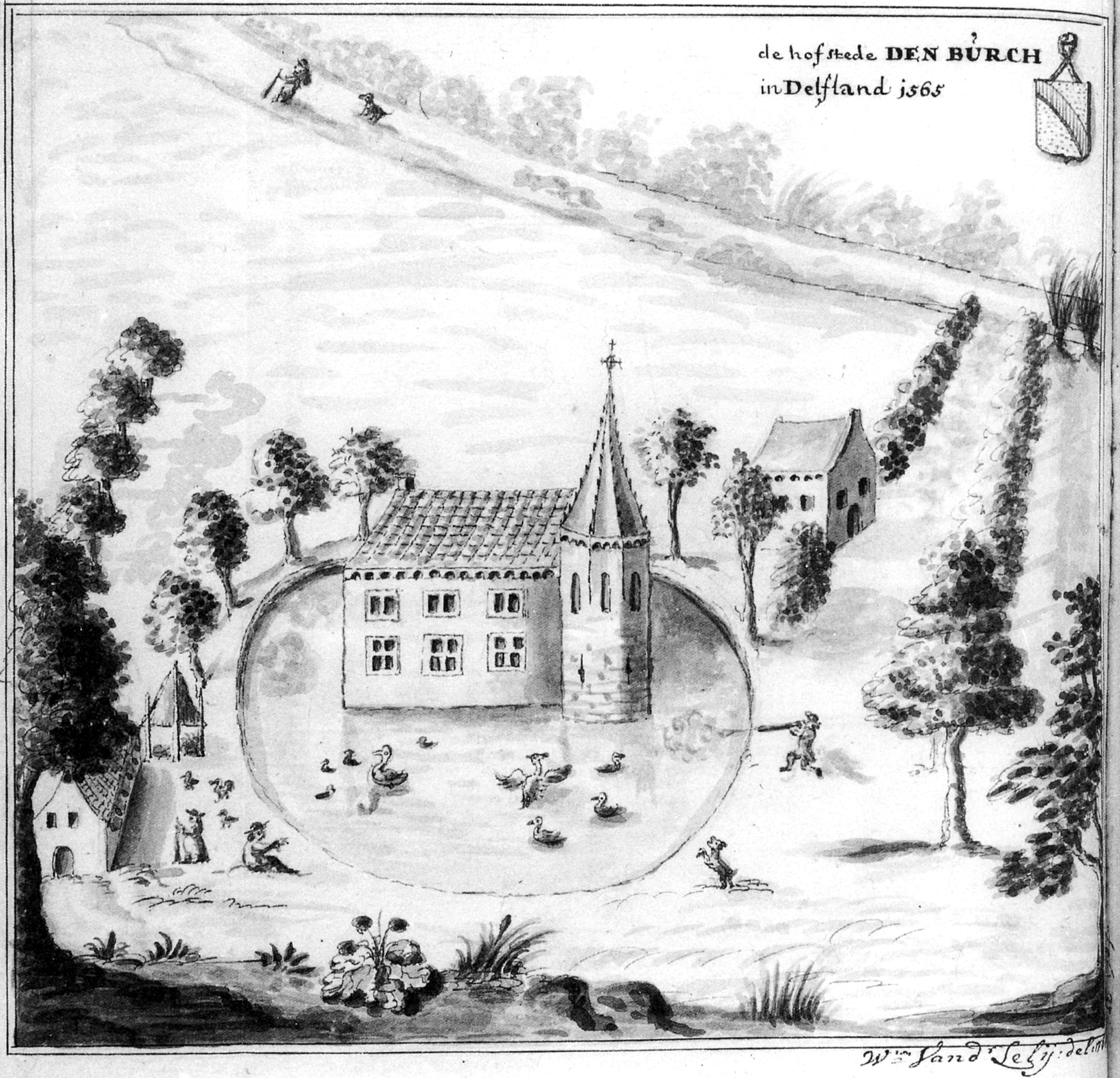
Den Burch is waarschijnlijk de eerste burcht die in de Middeleeuwen werd gebouwd in Rijswijk. Deze afbeelding geeft niet de oorspronkelijke situatie weer. Den Burch bestond namelijk in eerste opzet uit een donjon op een eiland binnen gracht.

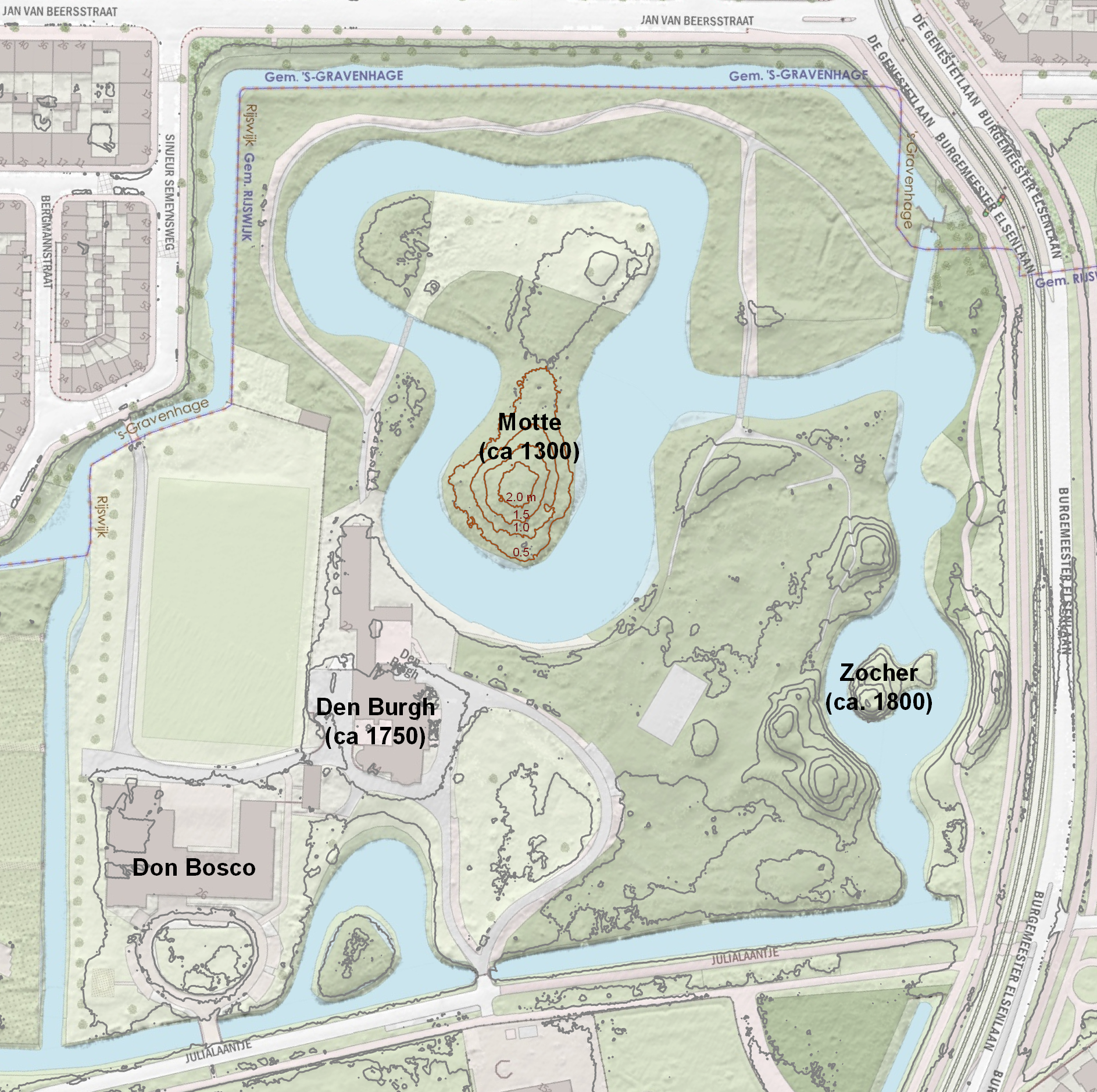
Hoogtekaart van Den Burch met motte en later grondwerk door Zocher

Den Burch of Den Burgh is waarschijnlijk een van de oudste burchten van de Nederlandse plaats Rijswijk (provincie Zuid-Holland). Den Burch was tevens de naam van een woning of hofstede die tegen de burcht was aangebouwd.
De oudste vermelding van Den Burch is van 1307. Simon Simonsz van der Burch erfde 15 morgen land, dat zijn vader in onderpand had gegeven aan Dirk, heer van Wassenaar. Wanneer het kasteel er gebouwd werd, is niet duidelijk. In 1484 verkocht Jan van der Burch het slot aan Pieter Suys, die was getrouwd met Johanna van den Burch. In 1522 ging het door vererving over op Cornelis Suys, Heer van Rijswijk. Een kaart uit 1580 van Jan Potter toont een drie verdiepingen hoge bakstenen donjon, omgeven door een gracht, van het type dat aan het eind van de 13e of het begin van de 14e eeuw gebruikelijk was. Het kasteel stond op de westelijke rand van een motte, de motte is nog steeds zichtbaar. Buiten de gracht stonden twee aparte gebouwen en hooibergen. De familie Van der Duijn erfde Den Burch in 1624. Er zijn geen gegevens over het uiterlijk van Den Burch in deze periode, totdat Nicolaes van der Duijn het in 1694 verkocht aan Jacob van Leeuwen. Het wordt dan omschreven als een hofstede met boerderij van 40 ha.
Op de kaart van Delfland van Nicolaus Cruquius uit 1712 bestond de bebouwing uit een hofstede met een symmetrisch aangelegde tuin.

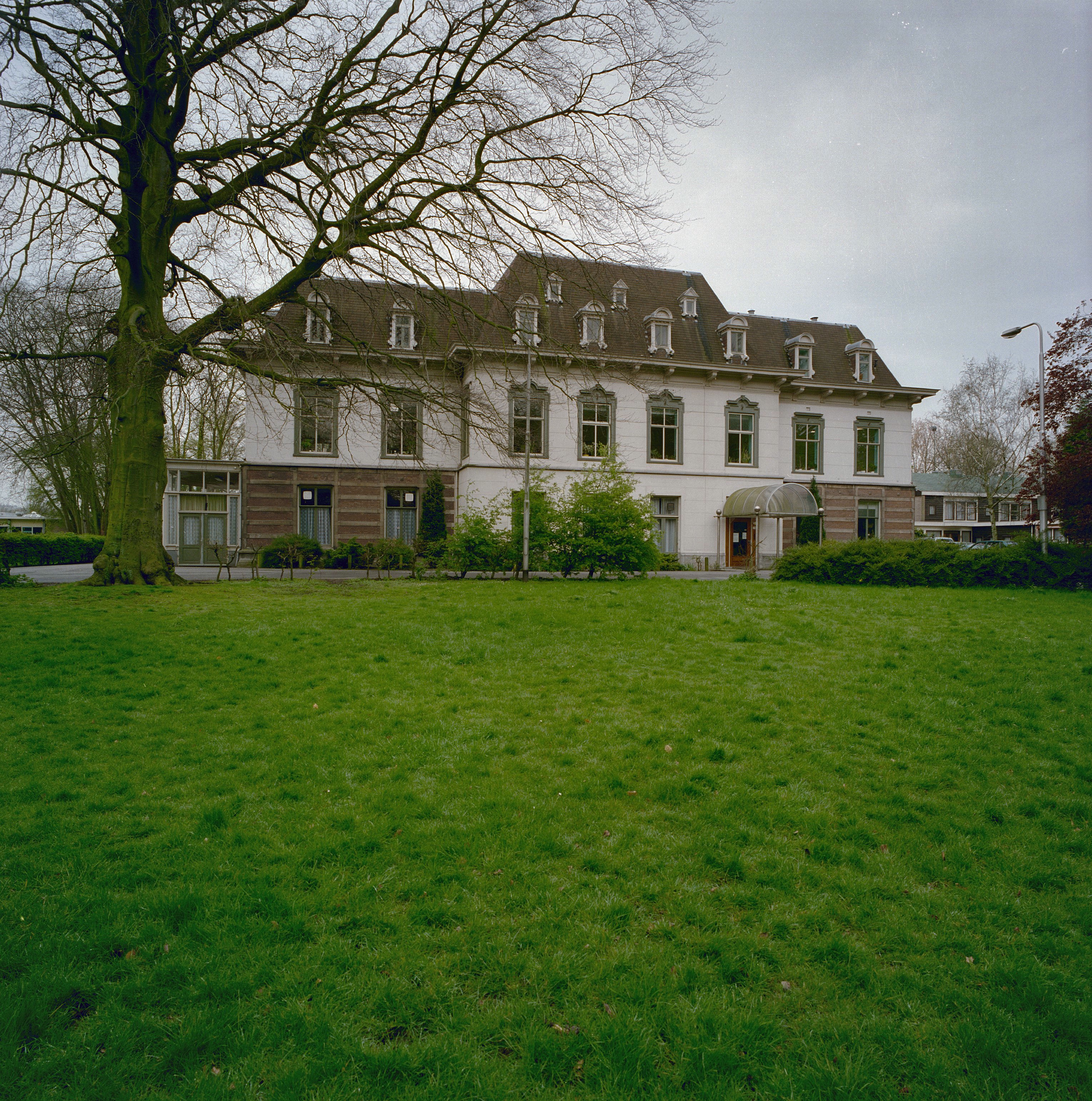
Den Burch in 1999 (foto RCE)

Een prent uit 1729 toont eveneens een hofstede, "het overblijfsel van het huis Den Burch" genaamd. Pieter Loquet van der Burgh voegde in 1763 een deel van het belendende Gruisbeek bij Den Burch. Toen in 1788 de Rotterdamse wijnhandelaar Petrus Mattheus van der Kun het goed kocht, werd het omschreven als kapitaal herenhuis. Kaarten uit die tijd tonen een U-vormig gebouw. In de tussentijd moet het dus opnieuw gebouwd zijn. Tuinarchitect Zocher Sr. legde voor 1800 een Engelse landschapstuin aan. Den Burch ging door het huwelijk van Emilie van der Kun in 1834 over naar het geslacht Von Fisenne. Het gebouw werd in 1894 ingrijpend veranderd. De omvang van het bezit wordt vanaf de helft van de 19e eeuw stapsgewijs verkleind. De familie Von Fisenne heeft Den Burch tot aan de Tweede Wereldoorlog in bezit gehad, waarna het door de Duitsers werd geconfisqueerd. In 1951 verkocht de voorlaatste eigenaar het goed aan de paters Salesianen van Don Bosco, die het gebruiken als jongerencentrum. Het is nu een gebouw met meerdere functies.